# 兴化县 (江苏)
兴化县是中国江苏省历史上的一个县。
五代时（920年）建县，宋代曾一度撤销，但不久后即恢复。明清时，属高邮州，后并入扬州府高邮州。分出今属盐城市的東臺縣、臺北縣後，1987年撤县设市为兴化市，现隶属于地级泰州市。